# Redunca redunca

O chango  é um antílope encontrado nas savanas africanas. É também uma das duas espécies conhecidas como gazela-de-lala (a outra é o Kobus kob).